# Discografia de Nívea Soares
Este anexo lista a discografia de Nívea Soares, uma cantora brasileira de rock cristão. Consiste em três álbuns de estúdio, quatro ao vivo, uma compilação e um DVD lançado pela Onimusic. As participações também foram incluídas.

## Álbuns

### Álbuns de estúdio
| Ano  | Informações do álbum |
| ---- | --- |
| 2003 | Reina sobre Mim - Lançamento: 6 de março de 2003 - Gravadoras: Diante do Trono - Duração: - Vendas: CD: 350.000 Platina         |
| 2006 | Fan the Fire[carece de fontes?] - Lançamento: 2006 - Gravadoras: Diante do Trono - Duração: - Vendas: CD: 40.000                |
| 2010 | Emanuel[carece de fontes?] - Lançamento: 20 de setembro de 2010 - Gravadoras: Onimusic - Duração: - Vendas: CD: 120.000 Platina |

### Álbuns ao vivo
| Ano  | Informações do álbum |
| ---- | --- |
| 2005 | Enche-me de Ti[carece de fontes?] - Lançamento: janeiro de 2005 - Gravadoras: Diante do Trono - Duração: - Vendas: CD: 250.000 Platina, DVD: 35.000 Ouro   |
| 2007 | Rio[carece de fontes?] - Lançamento: 7 de abril de 2007 - Gravadoras: Diante do Trono - Duração: - Vendas: CD: 200.000 Platina, DVD: 30.000 Ouro           |
| 2009 | Acústico[carece de fontes?] - Lançamento: 1 de dezembro de 2009 - Gravadoras: Aliança - Duração: - Vendas: CD: 150.000                                     |
| 2012 | Glória e Honra[carece de fontes?] - Lançamento: 7 de abril de 2012 - Gravadoras: Onimusic - Duração: 70:54 - Vendas: CD: 100.000 Platina, DVD: 35.000 Ouro |
| 2016 | Reino de Justiça - Lançamento: 5 de abril de 2016 - Gravadoras: Onimusic - Duração: - Vendas: CD: 25.000 DVD: 20.000                                       |
| 2019 | Jesus - Lançamento: 19 de setembro de 2019 - Gravadoras: Onimusic - Duração:                                                                               |

### Compilações
| Ano  | Informações do álbum                                                                            |
| ---- | ----------------------------------------------------------------------------------------------- |
| 2010 | Diante do Trono - Lançamento: 2010 - Gravadoras: Som Livre - Duração: - Vendas: 100.000 Platina |
| 2013 | 10 Anos - Lançamento: novembro de 2013 - Gravadoras: Onimusic - Duração: - Vendas: 30.000       |

## Participações especiais
| - Canção                      | Artista(s)                        | Álbum                   | Ano    |
| ----------------------------- | --------------------------------- | ----------------------- | ------ |
| Intimidade                    | Santa Geração                     | A Presença da Glória    | (2001) |
| Jesus... O Amado da Minh'Alma | Santa Geração                     | Poderoso Deus           | (2002) |
| Encontro das Águas            | Fernanda Brum e Diante do Trono   | Tua Visão               | (2009) |
| Enche este Lugar              | David Quinlan                     | Fogo e Glória Curitiba  | (2001) |
| Som da Alegria                | Santa Geração                     | Rasgue os Céus e Desce  | (2001) |
| Nada Pode me Separar          | Pregador Luo                      | Emanuel (álbum)         | (2010) |
| Tua Glória a Brilhar          | Fernandinho                       | Digno - Global Worship  | (2008) |
| Grande é o Senhor             | Adhemar de Campos                 | Comunhão e Adoração 6   | (2007) |
| Tributo a Yehovah             | Adhemar de Campos                 | Comunhão e Adoração 6   | (2007) |
| Preciso de Ti                 | André Valadão                     |                         |        |
| Quero Te Ver                  | André Valadão                     |                         |        |
| Alvo da Minha Adoração        | Livres para Adorar                | A Mensagem              | (2005) |
| Clama a Mim                   | Dany Grace                        | Dependente              | (2010) |
| Correrei Para a Tua Cruz      | Adhemar de Campos                 | Nívea Soares (acústico) | (2009) |
| Centro da Tua Vontade         | Fernanda Brum                     | Nívea Soares (acústico) | (2009) |
| Bom Samaritano                | Kleber Lucas                      | Meu Alvo                | (2009) |
| Eu Cantarei                   | Rachel Novaes                     | Ao Rei                  | (2010) |
| Renúncia                      | Chris Durán                       | Renúncia                | (2006) |
| Vinde a Mim                   | Ana Paula Valadão e Fernanda Brum | Nívea Soares (acústico) | (2009) |
| Eu Nasci pra te Adorar        | David Quinlan                     | Acústico                | (2009) |
| Mais Desejavel                | Elias Fernandes                   | Elevo a Ti              | (2011) |
| Maravilhado                   | Diante do Trono                   | Glória a Deus           | (2012) |
| Quando Chamo o Teu Nome       | Diante do Trono                   | Deus Reina              | (2015) |
| 139                           | Diante do Trono                   | Pra Sempre Teu          | (2016  |
| Sonhador                      | Anderson Freire                   | Deus Não Te Rejeita     | (2016) |
| Que se Abram os Céus          | Gateway Worship Português         | Muralhas                | (2017) |
| Tu Nunca Mudás                | Gateway Worship Português         | Muralhas                | (2017) |
| Faz Novas Todas as Coisas     | Diante do Trono                   | Imersão 2               | (2017) |